# Венеция през XV и XVI век
В началото на XV век венецианците продължават да разширяват владенията си в Северна Италия чрез война с Падуа и установяват окончателен контрол над далматинския бряг, където са назначени като управители венециански патриции, например граф Филипо Стипанов в Зара. Към 1410 г. Венеция притежава флот от около 3 300 кораба (с 36 000 души екипаж) и владее по-голямата част от прилежащите ѝ територии на континента, включително важни градове като Верона и Падуа.
Управлението на Франческо Фоскари (1423 -1457) бележи апогея на Венецианската република. При избирането му Висшият съвет постановява окончателното премахване на народното събрание Кончо и по този начин публичните органи спират да се позовават на древната комуна. Дожът приема титлата Светлейши принц и с него върховният председателстващ орган на държавните събрания започва да се нарича Серенисима Сеньория, докато цялата държава става Серенисима Република („Светлейша република“)
Въпреки успехите на Изток и Запад, когато султан Мехмед II превзема Константинопол на 29 май 1453 г., венецианският свят се променя радикално.

## Завладяване на Венето, Фриули и Далмация
На 1 декември 1400 г. за дож е избран Микеле Стено. През 1403 г., след няколко епизода на генуезко пиратство, венецианската флота, командвана от генерален капитан Карло Дзено, побеждава генуезкия флот при Модоне в последната голяма конфронтация между двете морски сили. Междувременно още през 1402 г. смъртта на Джан Галеацо Висконти оставя Миланското херцогство без силен водач и Флоренция се възползва от това заедно с Да Карара, за да се разшири в ущърб на херцогството. Когато падуанците превземат Верона и обсаждат Виченца през март 1404 г., миланската регентка Катерина Висконти моли дож Стено за помощ, обещавайки в замяна отстъпването на двата града. На 24 април се извършва доброволното подчинение на Виченца, последвано на 7 май от това на Колоня Венета, и Венеция нарежда на Франческо Новело да Карара да сложи край на опустошението в новите ѝ територии. Когато господарят на Падуа отказва, е обявена война. Катерина Висконти, неспособна да ги защити, също отстъпва на Венецианската република Белуно (18 май), Басано (10 юни) и Фелтре (15 юни), докато Да Карара се съюзяват със семейство Есте от Ферара. В началото на 1405 г. венецианците обсаждат Падуа, докато през март семейство Есте е принудено да отстъпи Полезине и да изостави конфликта. Също така през 1405 г. Венеция също е въвлечена на Балканите, където избухва войната в Хърватия с Княжество Зета (Първа скутарска война). На 24 юни е доброволното подчинение на Верона, последвано от това на Падуа. Членовете на семейство Да Карара, транспортирани до Венеция, са хвърлени в затвора и след напразни молби за прошка са екзекутирани.
През 1406 г. в Рим венецианецът Анджело Корер е избран на папския престол с името Григорий XII. С надеждата да сложи край на схизмата, съборът в Пиза вика Григорий и антипапа Бенедикт XIII, но, изправени пред отказа на двамата да се представят, на 5 юни 1409 г. и двамата са обявени за свалени като схизматици, еретици, лъжесвидетелстващи и скандални. На тяхно място съборът избира антипапата или папа Александър V, идващ от венецианската колония Кандия (Крит). Александър умира внезапно през 1410 г. и е наследен от антипапа Йоан XXIII. Хаосът, който се върти около въпроса за разкола и участието на членове на венецианския патрициат, води на 13 юли същата година до изключването от заседанията на съветите на Републиката относно въпросите, свързани с папството и Църквата, на всички по някакъв начин свързани с различните понтифекси и с духовенството. За целта са изготвени специални списъци на име fora papalistas („Папалистите вън“) от команда, извиквана в момента, в който членовете трябва да напуснат събранията. Дожът, стар и болен, умира на 26 декември 1413 г.
На 7 януари 1414 г. за дож е избран Томазо Мочениго. През 1416 г. Пиетро Лоредан е изпратен в Галиполи, за да започне диалог с новия султан Мехмед I. Въпреки това мисията на Лоредан е неразбрана и избухва битка. Османският флот е потопен. През 1415 г. Съборът в Констанц, проведен под патронажа на краля на Унгария и император на Свещената Римска империя Сигизмунд Люксембургски, слага край на Западната схизма, като приема абдикацията на Григорий XII и антипапите и довежда до избирането на папа Мартин V през 1417 г. Укрепен от този успех, императорът сформира заплашителен антивенециански съюз с новия патриарх на Аквилеа Лудвиг фон Тек през 1418 г. В последвалата война, въпреки че е атакувана на два фронта, Венеция скоро преминава в настъпление, завладявайки цяло Фриули и Кадоре, които най-накрая са присъединени към Континенталните владения през 1420 г., като същевременно официално запазва временната роля на патриарха на Аквилеа. През 1419 г. в Хърватия избухва Втората скутарска война. Преди всичко обаче мирът с Унгария връща владението на Далмация на Венеция. Томазо Мочениго е последният дож, който действа от името на Венецианската комуна. Новият експанзионистичен цикъл на Републиката съвпада с освобождаването от последните остатъци, макар и чисто формално, от периода на комуната.
Управлението на Мочениго е белязано и от нарастващо строителство, по-специално по отношение на монументалната реконструкция на Двореца на дожите – сърцето на държавата. Въпреки силния натиск за обратното обаче, реално дожът винаги е предпочитал да забави експанзионистичния стремеж на града, като непрекъснато си спомня, дори и в собственото си завещание, за рисковете, свързани с впускането в дълги и скъпи войни, които само биха преместили центъра на гравитацията на държавата далеч от морето. След дълго боледуване той умира на 4 април 1423 г., почти на осемдесет години.

## Апогей и раждане на Светлейшата венецианска република
Въпреки волята на своя предшественик, който моли да не го избират, именно Франческо Фоскари става дож на 15 април 1423 г. По този повод Висшият съвет постановява окончателното премахване на народното събрание Кончо и по този начин публичните органи спират да се позовават на древната комуна от този момент нататък. По този начин дожът приема титлата Светлейши принц и с него върховният председателстващ орган на държавните събрания започва да се нарича Серенисима Сеньория, докато цялата държава става Серенисима Република („Светлейша република“).
През същата година, възползвайки се от слабостта на умиращата Византийска империя, е одобрена покупката на големия търговски град Солун на изток. Градът, тогава под обсада от османците, е отстъпен на Венеция от деспот Андроник Палеолог с надеждата да го спаси от ръцете на неверниците. Знамето на Венеция е издигнато на 14 септември 1423 г. и отбраната е възложена на адмирал Пиетро Лоредан. Въпреки това през 1426 г. експанзионистичната политика на Фоскари се реализира с влизането му във войната срещу Миланското херцогство. През юли 1427 г. е битката при Кремона. На 17 октомври 1427 г. в битката при Маклодио Венеция, под командването на Франческо Бусоне, граф на Карманьола, довежда границата си до река Ада, завладявайки ломбардските градове Бергамо, Бреша, Крема и териториите на Вал Камоника, които по-късно съставляват Венецианска Ломбардия.
През 1430 г. обаче успехите в Италия са частично засенчени от загубата на Солун, в крайна сметка завладян от османските турци. Междувременно през 1431 г. венецианският патриций Габриеле Кондулмер е избран за папа в Рим, като приема името Евгений IV. На фронта на конфликта обаче Венеция претърпява поредица от военни неуспехи в Ломбардия, което води до обвинението на графа на Карманьола в предателство и той е екзекутиран за това на 5 май 1432 г.
Загрижен за нарастващата мощ на Османската империя, през 1438 г. дожът любезно приветства император Йоан VIII Палеолог, който пристига на дипломатическа мисия на Запад в отчаяно търсене на помощ. На събора във Флоренция императорът провъзгласява ефимерното обединение на Православната църква с Католическата. Междувременно трудната военна ситуация във Венеция поставя Бреша под все по-голяма обсада, така че през 1439 г. Републиката е принудена да планира колосално начинание (Galeas per montes), за да транспортира по земя от река Адидже до Роверето и до езерото Гарда, близо до Торболе, флот, съставен от 2 галери (40 м дълги и тежащи по 250 тона всяка) и 25 други по-малки кораба, за да се притекат на помощ на обсадения град.
През 1441 г. обаче мирът от Кремона потвърждава венецианското владение на Пескиера, Бреша, Бергамо и част от района на Кремона. През същата година Републиката придобива папска Равена, Римини, Фаенца, Имола и Чезена, както и на трентинско Роверето. През 1444 г., побеждавайки окончателно пиратите неретляни, Венеция завладява тяхната крепост в Омиш. Това е последвано няколко години по-късно от освещаването на о-в Егина в Леванта. През 1445 г. Венеция официално слага край на светската власт на Аквилейската патриаршия, присъединена към Континенталните владения. Със смъртта на Филипо Мария Висконти в Милано през 1447 г. династията Висконти е свалена и е заменена от Златната амвросианска република. Венеция се възползва от това, за да окупира Лоди и Пиаченца, враждебно настроени към новото миланско правителство, което следователно обявява война, призовавайки на помощ кондотиера Франческо I Сфорца. Въпреки това след първоначалните успехи над венецианците с битката при Монте ди Брианца и Караваджо, Сфорца се обръща срещу Амвросианската република. Той е победен при Канту и Асо и превзема Милано на 22 март 1450 г. след дълга обсада, и става новият херцог. Венецианската власт е подпечатана през 1451 г. и от религиозна гледна точка с официалното разпускане на патриаршията на Градо и издигането на епархията на Кастело към патриаршията на Венеция.
Въпреки успехите на Изток и Запад венецианският свят се променя радикално, когато османският султан Мехмед II превзема Константинопол на 20 ноември 1453 г., слагайки край със смъртта на император Константин XI Палеолог на хилядолетната история на Римската империя. За да накаже венецианците за помощта, оказана на гръцките защитници, султанът нарежда байло Джироламо Миното и неговият син и знатните лица на Републиката да бъдат обезглавени, след това кара няколко венециански търговци да бъдат хвърлени в затвора и продава другите колонисти на Константинопол в робство. Вече без водач, гръцките острови Скирос, Скиатос и Скопелос се предават на Венеция, която на 18 април 1454 г. подписва крехък мирен договор с турците, който възстановява търговските привилегии, които вече са в били сила при византийците. Почти едновременно, на 19 април, мирът от Лоди слага край на войните в Италия, признавайки венецианската граница по река Ада. След като Съветът на десетте открива за споразумение между Сфорца и Мехмед II за улесняване на завръщането в родината на Якопо Фоскари, заточен на Крит за опита си за убийство на магистрат от Съвета на 10-те, на 12 януари 1457 г. младият Фоскари е доведен в града и е убит. Затова на 23 октомври трима съветници от 10-те нареждат на стария 80-годишен дож да остави инсигниите на дож и да абдикира, слагайки край на най-дългото от всички венециански управление на дож.

## Поява на османската заплаха и Солена война
Фоскари е наследен от Паскуале Малипиеро. Два дни след избирането му, на 1 ноември, Фоскари умира от инфаркт. Като компенсация Съветът на десетте, на фона на протестите на съпругата му, постановява той да бъде изложен пред хората в одеждите на дож и да има държавно погребение. Предвид скандалите, които съпътстват аферата, през 1458 г. Висшият съвет издава закон за ограничаване на правомощията на вече почти всемогъщия съвет, като му забранява да се намесва в клетвата на дожа, тъй като той е създаден, за да, предотвратява скандали, не да ги създава“. Дож Малипиеро става свидетел на експанзията на турските армии в Гърция през 1460 г., където са победени Аринското херцогство и деспотството на Мореа, един от последните византийски бастиони. Малипиеро умира на 12 май 1462 г. 
На 17 май 1462 г. 41 избиратели избират за дож Кристофоро Моро, който побързва да приеме доброволното подчинение на гръцка Монемвасия, която се надява по този начин да се спаси от турците. През 1463 г. обаче те атакуват Аргос, предизвиквайки Първата венецианско-турска война. След това Републиката търси съюзници на Запад, съюзявайки се с краля на Унгария Матяш Корвин. Единствено папа Пий II желае да я изслуша обаче и предоставя флот и въоръжен контингент. В опит да спре османския натиск, Венеция сключва съюз с бея на туркменския Кара Коюнлу, Джахан Шах. Дож Моро, въпреки че не желае да пътува по море (но правителството го принуждава), пристига в Анкона на 12 август 1464 г., за да се събере отново с папата и папския екип, но внезапната смърт на Пий II на 15 август го убеждава да се върне в лагуната. Изправен пред слабостта на Моро през 1468 г., Висшият съвет възстановява правомощията на Съвета на десетте: „той ще информира за предателства, конспирации, секти. Той ще познава действията, чието естество застрашава мира на държавата, конвенциите, имащи ефект, както външно, така и вътрешно, на отстъпване на част от територията, с една дума всичко, което изисква да се работи много тайно“, гласи законът. Междувременно в Ориента венецианският флот форсира Дарданелите, предизвиквайки турците и избягвайки на косъм войната с Хоспиталиерите в Родос, нападнали венециански кораби, пълни с мавритански търговци. Командирът Веторе Капело завладява Модоне, Имброс, Тасос, Самотраки и за кратко време самата Атина, подтиквайки княз Скендербег в Албания срещу турците, които от своя страна се разпростират в Европа и през 1469 г. заплашват Истрия. След смъртта на Скандербег Венеция се втурва да окупира Круя. Ядосан, през 1470 г. самият Мехмед II обсажда колонията Негропонт, като построява понтонен мост, за да я свърже с континента и да позволи на войските му да дойдат със сила. Нерешителността на генералния капитан на морските владения на Венеция Антонио да Канал, който не решава да атакува кордона от лодки, причинява падането на града на 12 юли. Негропонт и населението му са унищожени: байло Марко Ерицо е разсечен на две.
На 25 ноември 1471 г. е избран новият дож Николо Троно, чийто син Джовани е току-що е убит от турците. Предвид нарастващата нужда от дървесина за военните нужди на флота и нарастващата работа на Венецианския арсенал през същата година държавата решава да изземе хълма Монтело, чиито дъбови гори осигуряват отличен материал за изграждането на галери. През 1472 г. републиката храни големи надежди за брака между венецианката Катерина Корнаро и краля на Кипър Жак II дьо Лузинян, но внезапната смърт на суверена на 6 юли 1473 г. слага началото на сериозна династична кризаː Катерина е сама на трона и без наследници и е заплашена от множество държави, претендиращи за нейното кралство, и от заговорите на кипърските благородници.
Няколко дни по-късно, на 28 юли, дож Троно умира. 41-те избиратели избират за дож Николо Марчело, който побързва да сключи съюз на изток с бея на Ак Коюнлу Узун Хасан, който, след като завладява близкия Кара Койонлу, създава огромна империя, простираща се над Месопотамия, Персия и Хорасан: следователно републиката подновява с него вече установения съюз с Кара Койонлу, като го приканва да атакува османците. Въпреки това Узун Хасан скоро е победен при Терджан и е принуден да се оттегли в собствените си владения. Междувременно неуспешен бунт на 14 ноември в Кипър срещу Катерина Корнаро, подстрекаван от благородници, лоялни на краля на Неапол Фердинанд I Трастамара, кара Венеция да изпрати флота, за да поеме контрола над острова. На 1 ноември 1474 г. умира и Николо Марчело.
На 14 декември дож става Пиетро Мочениго, но той умира от малария на 23 февруари 1476 г. Управлението на Андреа Вендрамин също е кратко. Той вижда как Навпакт упорито се съпротивлява на нападението на турците, които междувременно са влезли във Фриули и са достигнали до Таляменто и Изонцо. Дожът умира на 5 май 1478 г. По-трайно е управлението на дож Джовани Мочениго, избран на 18 май. През този период Скутари е тежко бомбардиран и Круя пада в мюсюлмански ръце. Междувременно нараства загрижеността относно изследователските начинания на Португалия, чийто пътешественик-изследовател Бартоломеу Диаш достига нос Добра надежда – южния край на Африка през същата година.
Загубила голяма част от Цикладите и целия остров Евбея, на 25 януари 1479 г. Републиката, изтощена и неспособна да продължи неравната борба срещу прекомерната османска власт, която сериозно вреди на търговията, най-накрая подписва унизителен мир. Веднага след като войната приключва, чумата пристига неочаквано и унищожава по-голямата част от населението на Венеция. След това, през 1480 г., турците окупират неаполитанските острови Санта Маура и Кефалония в Йонийско море, опожаряват Отранто и създават военно пристанище във Вльора. В същото време напрежението на континента нараства, понеже кралят на Неапол насърчава Ерколе I д’Есте да претендира за притежание на Полезине и да застраши монопола на Венеция в търговията със сол, като създаде нови солници в долините на Комакио. През 1482 г. Републиката сключва съюз с папа Сикст IV и води война срещу Ферара, т. нар. Солна война. Докато продължават военните действия, силен пожар опустошава Двореца на дожите във Венеция, чиято реконструкция започва веднага.
Въпреки предателството на папата, който преминава на страната на семейство Есте, като налага запрещение (интердикт) на Венеция и принуждава Съвета на десетте да заплаши със смърт свещениците, които отказват да отслужат литургия, през май 1484 г. венецианската флота превзема град Галиполи в Пулия в Кралство Неапол. На 7 август 1484 г. е подписан мирът от Баньоло, който потвърждава венецианската победа. През лятото на 1485 г. дож Мочениго е поразен от чума за втори път, умира на 14 септември и е погребан набързо и тайно, за да се предотврати събирането на хора от насърчаване на заразата в града. Управлението на дож Марко Барбариго е много кратко.

## Закупуване на Кипър, Италиански войни и нов конфликт с османските турци
През 1486 г. братът на починалия дож, Агостино Барбариго, е избран за дож. През 1487 г. той получава новината за успеха на португалеца Бартоломеу Диаш при заобикалянето на нос Добра надежда, отваряйки околоафриканския път към Индийския океан. През 1489 г. дожът одобрява анексирането на остров Кипър към владенията на Венеция, отстъпени от кралица Катерина Корнаро. Корнаро получава в замяна феодите Азоло и Маростика и е величествено посрещната при завръщането си в родината си с голяма регата. Закупуването на острова е частична компенсация за Венеция за колониите, загубени в конфликта с Мехмед II, чийто син Баязид II въпреки това побеждава венецианската флота при Сапиенца и Дзонкио на следващата година, завладявайки Модоне и главните крепости на Мореа. Междувременно кралят на Неапол, виждайки как стремежите му за господство над Кипър избледняват, трябва да се изправи и пред папското отлъчване за неплащане на годишния васален данък, дължим от неговото кралство на папския двор. Папата дори предлага трона му на френския владетел Шарл VIII. През 1492 г., докато Христофор Колумб отплава в Атлантическия океан, за да открие нов континент, а султан Баязид II уволнява венецианския байло на Константинопол, раздразнен от честите шифровани писма, изпращани от него до неговото правителство, папа Инокентий помилва Фердинанд Неаполитански на смъртния си одър, но напразно. Смъртта на Лоренцо Великолепни, господар на Флоренция и крайъгълен камък на политическата стабилност на полуострова, всъщност отваря вратата за френска намеса. През октомври 1494 г., когато наследството на Миланското херцогство се оспорва между Лудовико Сфорца и новия неаполитански крал Алфонсо II, Шарл VIII идва в Италия, за да подкрепи Сфорца, покорявайки Флоренция и завладявайки Неапол през февруари 1495 г. Степента на френската победа изплашва италианските държави, които, подтикнати от Венеция, която вижда появата на страховит противник на плановете си за хегемония на полуострова, се обединяват около папа Александър VI в Свещената лига или Лигата на Венеция. Шарл, искайки да избегне попадането в капан на юг, бързо тръгва на север, но е победен на 6 юли 1495 г. в битката при Форново и е принуден да напусне Италия. Републиката, в замяна на предложената помощ, по този начин получава от съюзниците Кремона, Форли, Чезена, Монополи, Бари, Барлета и Трани. Кралят на Франция Шарл VIII е толкова раздразнен, че с едикт забранява на венецианците всякаква търговия в земите на Франция.
В далечна Индия обаче португалският мореплавател Вашку да Гама достига Колката за първи път на 20 май 1498 г., като окончателно отваря околоафриканския път. През тази година за последен път венецианската флота няма достатъчно злато на Изток, за да натовари всички подправки, налични на пазарите. Така, докато през 1499 г. новият френски крал Луи XII идва в Италия, този път като съюзник на Венеция, той завладява Милано. Турците отново водят война в Леванта и въпреки поражението в битката при Сапиенца завладяват Навпакт, Корони, Модони и това, което е останало от Мореа, разпростирайки се в Далмация. Търговската система, върху която Републиката е основала своето богатство, навлиза в непреодолима криза. На 13 май 1501 г. е сключен съюз с Кралство Унгария, докато венецианско-испанският флот достига Дарданелите. Санта Маура е превзета и нахлуването в Кипър е осуетено, но през септември дож Барбариго умира.
1499 г. е ужасна за Венецияː въвлечена в две войни едновременно, една на континента с Милано и една в морето срещу османците, тя претърпява истинска банкова криза и трябва да противодейства на паниката, предизвикана от поредица от банкови фалити в Риалто. През януари 1499 г. прилив на налози взривява банката „Гарцони“, която е една от най-важните в града. Впоследствие е ред на банка „Липомано“, а хронистът Доменико Малипиеро казва, че Светлейшата сеньория решава да подкрепи банката, като одобрява отпускане на 10 хил. дуката, използвайки средства, които държавата е получила на заем от частни лица. Това решение, макар и успокояващо, не успява да предотврати разпространението на недоверието на вложителите. Това води до фалита на Банка „Липомано“ (1248 клиенти, 700 от които патриции), което води до фалит на няколко други, например тази на Матео Соранцо, който търгува и рафинира сребро от тяхно име, и две банки за обмен на пари. Междувременно банката „Агозистини“ връща голяма част от депозитите си, докато натискът върху банката „Пизани“ – друга голяма банка, която обаче ще преживее кризата, става все по-силен.

## Търговска криза и Камбрийска лигаː Европа срещу Венеция
Докато Леонардо Лоредано става дож на 2 октомври 1500 г., галерите на източната флота се връщат полупразни, от Александрия само три от пет кораба са с натоварени трюмове, докато само четири бали черен пипер са върнати от Бейрут. Паниката се разпространява на кралския пазар и патрицият Бенедето Санудо е изпратен на тайна мисия в Кайро, за да подтикне мамелюкския султан да преговаря с индийските принцове да затворят пристанищата си за португалците. Междувременно Съветът на подправките се присъединява към Съвета на десетте, за да проучи решенията на проблема. От своя страна Португалия нарежда на Вашку да Гама да остави част от флота, за да защити устието на Червено море, за да блокира египетската търговия. В продължението на втората венецианско-турска война през декември 1500 г. венецианският и испанският флот победоносно приключват обсадата на Кефалония. Изтощена, през 1503 г. Венеция моли турците за мир, отказвайки се от владението на новозавоюваните острови.
През същата 1503 г. господарите на Романя, прокудени от херцог Чезаре Валентино Борджия, възползвайки се от смъртта на баща му папа Александър VI, предлагат да се подчинят на Република Венеция при условие да си възвърнат древните владения: Венецианският сенат приема и Републиката завладява Римини, Фаенца и други градове. Актът дълбоко раздразва новия понтифекс – генуезецът Юлий II, който, след като затваря Борджия, възнамерява да възстанови папското владение на тези земи.
На 22 септември 1504 г. папата настоява Франция и Империята да сключат троен договор с него в Блоа за бъдещото разделение на венецианските владения. Поради това през 1505 г. Венеция предлага да върне окупираните земи на папата, с изключение на Римини и Фаенца, и междувременно, притеснена от нарастващата търговска криза, на 15 януари 1507 г. създава новата магистратура на Savi alla Mercanzia, отговорна за осигуряването на икономическата адрес до града. През същата година папата също поисква връщането на Римини и Фаенца, като този път получава категоричен отказ от Сената. След това папата насърчава новия император Максимилиан I Хабсбург да атакува Венеция, идвайки в Италия под претекст за коронационното му пътуване до Рим. През 1508 г. венецианската армия, водена от Бартоломео д'Алвиано, покорява имперската армия на Максимилиан I Хабсбург, водена от херцог Хайнрих II фон Брауншвайг-Волфенбютел близо до Вале ди Кадоре, при Маурия и Понтеба, завладявайки Кадоре, Гориция и Триест. Порденоне също е принуден да се предаде безусловно през 1508 г. и Венеция го определя като владение на самия Алвиано. Победен, Максимилиан е принуден да поиска примирие.
Когато дожът, по силата на своите много древни епископски прерогативи, претендира да назначи новия епископ на Виченца, основните европейски държави намират повод за война да атакуват Републиката, обвинена в пренебрегване на папските права над епископите. На 23 март 1500 г. Юлий II публично се присъединява към Камбрийската лига с Франция, Свещената Римска империя, Испания и Херцогство Ферара, като налага забрана върху Републиката и назначава херцог Алфонсо I д’Есте за гонфалониер от Светата римска църква. Съветът на Десетте отговаря на забраната, като забранява публикуването ѝ на териториите на Венеция и заплашва със смърт всеки свещеник, който откаже да отслужи литургия. На 10 май 1509 г. маркграфството на Гонзага атакува и губи по време на битката при Казаолдо. Ето защо кралят на Франция Луи XII идва в Италия и на 14 май побеждава венецианските сили в битката при Анядело, което води до евакуацията на континенталните владения на Венеция и разпускането на полковете от задължението за лоялност: градовете на Венецианска Ломбардия отварят вратите си на френските войски или падат със сила. След това силите на Николо Орсини, генерален капитан на континенталните владения, барикадират Верона, докато от север войските на империята се разпростират във Фриули и Венето. На 31 май Венеция издава заповед да се потопи флотът на езерото Гарда, за да се предотврати падането му в ръцете на французите, и нарежда отстъплението към Местре – последният отбранителен бастион на Венецианската лагуна: от целия континент само Тревизо се съпротивлява под обсада, чието подчинение на империята е предотвратено от народно въстание, получавайки в замяна от Републиката 15-годишното освобождаване на града от данъци.
Венецианската контраофанзива започва през юли: крепостите на Тревизанската марка са превзети, Падуа е превзета, а на 3 август Франческо II Гонзага, маркиз на Мантуа, е пленен. Имперските войски напразно бомбардират Падуа в опит да я завладеят отново. Венеция дори нарежда на байлото на Константинопол и на консула на Александрия в Египет да окажат натиск съответно върху Високата порта и върху мамелюкския султан – исторически врагове, но също и търговски партньори на републиката, така че да отпусне значителни заеми и в същото време да нанесат щети на търговията на други европейски държави. На 26 ноември е превзета и Виченца и скоро е последвана от много крепости във Венето и Полезине. Следователно републиката решава да накаже Херцогство Ферара, като изпраща флота до река По, но тя в крайна сметка е победена от артилерията на Ферара. В този момент обаче папата, притеснен от нарастващата власт на чужденците над Италия, на 24 февруари 1510 г., след като оттегля забраната, се съюзява с Венеция, отлъчвайки Алфонсо д'Есте и призовавайки швейцарците на помощ.
Докато във Франция Съветът от Тур потвърждава участието на папата във войната като нелегитимно поради светски причини, дворът на Юлий II пристига в Болоня на 20 септември, за да започне войната срещу Ферара, принуждавайки французите да се оттеглят към Ломбардия. На 17 декември 1510 г. венецианската армия обсажда крепостта Конкордия сула Секия в Сеньория Мирандола, завладявайки я. На 20 януари 1511 г. папата създава антифренска Свещена лига, която включва също Испания, Империята, Англия и швейцарските наемници. Но между март и май Юлий II е победен от французите, изоставяйки Болоня. На 1 септември Съборът в Пиза се опитва да свали папата, но въстанието на пизанците кара прелатите да бягат. През есента на 1511 г. френско-имперските войски обсаждат Тревизо безуспешно. Междувременно, на 5 февруари 1512 г. венецианците за кратко отново завладяват Бреша, провокирайки въстанието на Ломбардия, която се опитва да им я върне обратно, провокирайки в замяна френското отмъщение на земите на Бреша. На 3 май Петият латерански събор, свикан от Юлий II, заплашва краля на Франция с отлъчване. На 5 юни Венеция си връща Кремона, докато папата настъпва от юг през Емилия. Следователно Милано се разбунтува срещу французите и се предава на швейцарците, последван от Генуа, която провъзгласява Джано Фрегозо за дож. Масимилиано Сфорца е назначен за нов милански херцог, докато папските войски отново настаняват Медичите в Тоскана.
Въпреки успехите на Лигата обаче избухват разногласия между Венеция и императора, който отказва да предаде венецианските градове в негово владение. Когато Юлий II умира на 21 февруари 1513 г., Венеция преминава на страната на французите, които по този начин успяват да си върнат Милано, докато германците се разпростират отново във Венето. След като французите са победени от швейцарците в битката при Новара, венецианците са победени на 7 октомври от испанците в битката при Ла Мота, но Лигата не успява да се възползва от успехите си, като протаква конфликта през 1514 г. След като Франсоа I се възкачва на престола на Франция на 1 януари 1515 г., нова френска армия идва в Италия, побеждавайки Лигата в битката при Вилафранка. Тя се присъединява към венецианските сили на 13 септември в битката при Мариняно, където е постигната крайната победа. През март 1516 г. венецианците обсаждат имперските сили в Азола, които са принудени да се оттеглят към Тирол. Договорите от Нойон и Брюксел слагат край на войната през 1517 г., като по същество връщат картата на Италия към статуквото отпреди конфликта. Докато победата се празнува обаче, венецианските търговци получават нов удар: след като превземат Ормуз от португалците и завладяват Сирия и Египет от османците, те започват да усещат ефекта от блокадата, наложена върху трафика на подправки и през сухопътният път, минаващ през Иран. Дож Лоредан умира в нощта между 20 и 21 юни 1521 г.

## Относителен мир в средата на XVI век
През 1523 г. Андреа Грити е избран за дож, след като се е отличил като военен командир по време на войната на Камбрийската лига. Венеция, преживяла опасността от войната на Камбрийската лига, се държи настрана от новите италиански и европейски конфликти, водени между французите и новия император Карл V, херцог на Бургундия, господар на Нидерландия, крал на Испания, на Сицилия, Неапол и Сардиния, както и император на Нова Испания, което дори води до пленяването на френския суверен Франсоа I. През тази епоха турците започват да стават все по-агресивни на Балканите, като през 1526 г. с битката на Мохач отнемат Славония от унгарците, чиято корона преминава към Хабсбургите. През същата година французите са принудени да подпишат тежкия Мадридски договор, последван от новата война на Лигата на Коняк, заедно с папа Климент VII. Последствието е падането на лютеранските ландскнехти и разграбването на Рим през 1527 г. През 1529 г. имперските войски обсаждат град Монополи, под управлението на Андреа Грити във Венецианска Пулия, но са победени. Венеция също е спасена от този конфликт, докато нарастващият турски натиск върху Унгария принуждава Хабсбургите да подпишат новия мир от Камбре, който носи период на относителен мир, но поставя началото на периода на испанското надмощие в Италия. През 1530 г. Венеция трябва да се откаже от притежанието на пулийските градове, които са върнати на испанците от Неапол, докато османският натиск започна отново да нараства на изток. През 1533 г. турска военноморска ескадра, внезапно появила се на входа на пристанището на Кандия (на о-в Крит), е унищожена от венецианците, което представлява прелюдия към нова война с Високата порта: през 1537 г. султан Сюлейман Великолепни атакува венецианските колонии, завладявайки Корфу, Клиса, Сира, Стампалия, Патмос, Наксос, Андрос, ограбвайки Егина, обсаждайки Навплио и Монемвасия и заплашвайки Крит. Папа Павел III предлага помощ на Републиката, като поверява командването на християнския флот на генуезеца Андреа Дория, но последният бяга в Превеза пред турската флота през 1538 г. Обезсърчена, Венеция се съгласява да отстъпи Мореа на османците. След като се изплъзва от опасността в събитията в Камбре, Републиката – свидетелка на прогресивното пресъхване на търговските приходи (източник на нейното богатство и власт), предпочита да подеме политика на мир и баланс с различните сили, която ѝ позволява да запази просперитета на земите си и на остатъчните си морски владения, представляващи източник на държавна подкрепа чрез данъчни приходи.
Нарастващата заплаха от испанските и френските заговори в Италия тласка венецианското правителство да създаде нов орган за държавна сигурност, който да подкрепи Съвета на десетте. Така се създават страховитите държавни инквизитори, призвани да информират за разкриването на тайни и да издирват и наказват виновните за предателство и заговор. През 1540 г. е подписан мир с турците, който струва на Венеция 300 000 дуката. През август 1542 г. държавните инквизитори постигат първия си сензационен успех, като осуетяват заговор за продажба на секретна информация на френския посланик. Републиката, виждайки приближаването на турците към Адриатическо море, започва кампания за укрепване на укрепленията навсякъде в своите морски владения и в самата Венецианска лагуна.
През 1545 г. дож става Франческо Донато. На 13 декември в Тренто се събира събор, за да сложи край на последиците от лутеранската реформа. Венеция в тази епоха на относителен мир е в центъра на впечатляващ строителен кипеж, който води до монументална трансформация на сърцето на града, от частни дворци до тези на властта. През 1551 г. например венецианските власти обявяват търг за реконструкцията на моста Риалто, тогава все още е направен от дърво и има подвижен мост, за да позволи преминаването на кораби. Известни архитекти, които вече са участвали в различни градски обекти, като Якопо Сансовино, Андреа Паладио и Якопо Барози да Виньоа, представят проекти с класически подход, с различни арки. Тези проекти не са оценени като подходящи, а е предпочетен проектът на Антонио да Понте и започва строителство.
През 1553 г. за дож е избран Маркантонио Тривизани. Едни от съвременниците му смятат, че се е опитва да реформира религиозния живот и да изкорени лошите практики в съдебната система. Други са на мнение, че прекалено много се опитва да ограничи или забрани развлеченията и празненствата за сметка на строгото спазване на религиозните обреди и четенето на свещените книги. Ограниченията, които се стреми да налага, не се харесват особено на жителите на Венеция.

От 1554 до 1556 г. дож е Франческо Вениер, по време на чието управление градът е поразен от глад. Той е наследен от дож Лоренцо Приули, по време на чието управление твърдият венециански неутралитет е засилен в сблъсъка между Франция и Испания за господство над Италия. През 1559 г., докато Приули умира, мирът от Като Камбрези води до окончателния триумф на Испания. 
Лоренцо Приули е наследен от по-големия си брат Джироламо, който трябва да се изправи пред подновените търкания с турците. През 1562 г. турците започват да планират нахлуването в Кипър, започвайки да събират големи сили в Саталия на анадолския бряг срещу Кипър. През 1563 г. Трентският събор е закрит и в заключителните актове, наред с позоваванията на епископи и принцове, формулите трябва специално да се позовават на дожа на Венеция, в особения му статут на принц и епископ на църквата „Сан Марко“. Междувременно сблъсъците между венецианския и турския флот нарастват все повече и повече. Дожът умира от инсулт на 4 ноември 1567 г. На власт идва дож Пиетро Лоредан, който през 1568 г. се противопоставя на папата, който изисква експулсиране на некатолиците от териториите на републиката. Малко преди смъртта си, на 28 март 1570 г., дожът получава ултиматум от султан Селим II за отстъпването на Кипър, но го отхвърля.

## Битка при Лепанто и загуба на Кипър
С оглед на конфликта със Селим II за дож е избран Алвизе I Мочениго. На всички венециански кораби е дадена незабавна заповед да не напускат пристанищата без разрешение и да се подготвят за война. Молби за помощ са изпратени в цяла Европа и дори до патриарха на Константинопол, за да подтикне Мореа да въстане с неговото духовенство, и до царя на Русия Иван Грозни, за да атакува турците по суша. Турците атакуват на 1 юли, като дебаркират в Кипър под командването на Лала Кара Мустафа паша и завладяват столицата Никозия на 15 август, последвана малко след това от Лимасол и Ларнака. На 22 август започва дългата обсада на Фамагуста – главната крепост на Венецианското кралство. Венецианският флот, вече забавен от дългото чакане на испански и папски подкрепления, внезапно е изоставен от генуезките кораби на Дория, като по този начин остава неактивен. Едва на 2 юли 1571 г. Венеция, папството и Хабсбургите приключват преговорите за създаване на антитурска Свещена лига.

На 2 август обаче османците издействат предаването на изтощения гарнизон на Фамагуста, чиито мъже са коварно продадени в робство, а командирът Маркантонио Брагадин е одран жив и кожата му е вдигната като трофей на турския флагман и е изпратена в Истанбул. Научавайки за инцидента едва на 5 октомври, флотът на Лигата се придвижва да пресрещне османския флот. Той се сблъсква с него в неделя, 7 октомври, в битката при Лепанто и го унищожава напълно. Новината за победата е донесена във Венеция заедно с инсигниите, заловени от врага от галера на 18 октомври, в шестия час, предизвиквайки бурна радост: организирани са седем дни празненства и се пее Te Deum. Сблъсъкът фактически отменя мита за турската непобедимост, но не слага край на войната. Изправена пред нежеланието на Филип II Испански да продължи конфликта и с изтощената държавна хазна, Венеция все пак е принудена да подпише мирен договор на 7 март 1573 г., в който отстъпва остров Кипър и други острови на османските владения. Вече е ясно на всички, че Кандия (Кипър) вече е на фронтовата линия: новият херцог и губернатор Бруноро II Дзампески от Форли се ангажира с внимателна работа по контрола и укрепването на защитата. 
През юли 1574 г. дожът приветства историческото посещение на краля на Франция Анри III във Венеция на път за Полша, където трпбва да получи короната ѝ. Алвизе Мочениго умира на 4 юни 1577 г. Победителят от Лепанто Себастиано Вениер е възнаграден с единодушното му избиране на дож на 81 години. Той обаче умира през 1578 г. от сърдечен удар след пожар, нанесъл големи щети на Двореца на дожите.
По-трайно е управлението на друг 80-годишен дож – Николо де Понте, по време на което финансовите механизми, лежащи в основата на държавната икономика, са реорганизирани. Да Понте умира на 30 юли 1585 г. Наследен е от Паскуале Чиконя. През 1587 г. е създадена Банка „Пиаца“ за подпомагане на икономиката – първата публична банка в света, финансирана с държавни средства.
През 1591 г. Чиконя избира за наследник Марино Гримани. При него са издадени множество закони, ограничаващи папската власт, които гарантират максимален държавен контрол върху духовните структури. Загрижена за австро-испанската власт над Италия, Републиката решава да подсили източната граница, като създаде огромен град-крепост във Фриули: градът е основан на 7 октомври 1593 г. с името Палма, сред силни австрийски протести и в страх, че Венеция може да го използва като напреднала база за окупиране на Графство Гориция. В края на 1605 г. две църковни лица дори са хвърлени в затвора като обикновени престъпници, без да им се признаят привилегиите, полагащи се на духовенството, като по този начин предизвикват недоволството на папа Павел V. Дожът умира на 25 декември същата година.